# Ralph Greenson
Ralph Greenson (ur. jako Romeo Samuel Greenschpoon 20 września 1911 w Brooklynie, zm. 24 listopada 1979 w Los Angeles) – amerykański lekarz psychiatra i psychoanalityk. Jego pacjentami byli m.in. Tony Curtis, Frank Sinatra, Vivien Leigh i Marilyn Monroe.
Studiował na Columbia University, następnie wyjechał na studia medyczne do Szwajcarii. W Europie odbył psychoanalizę u Wilhelma Stekela, a po powrocie do Stanów u Ottona Fenichela. Praktykował jako psychiatra i psychoanalityk, był profesorem psychiatrii w UCLA School of Medicine. Autor podręcznika The Technique and Practice of Psychoanalysis.